# N,N,N',N'-tetramethylacridine-3,6-diamine
N,N,N',N'-tetramethylacridine-3,6-diamine of acridine-oranje is een polycyclische heterocyclische aromatische verbinding met als brutoformule C17H19N3. De stof komt voor als een oranje kristallijn poeder, dat goed oplosbaar is in water en ethanol.

## Toepassingen
N,N,N',N'-tetramethylacridine-3,6-diamine is een typische kleurstof die aangewend wordt in de moleculaire biologie voor het aantonen van nucleïnezuren, DNA en RNA. Het kleurstofcomplex met DNA vertoont een absorptiemaximum bij een golflengte van 502 nm en een emissiemaximum bij 526 nm (hetgeen een groene kleur oplevert), terwijl een complex met RNA bij 460 nm maximale absorptie en bij 650 nm emissie vertoont (waardoor een rood gekleurd complex ontstaat).
Daarnaast kan de stof bepaalde zure componenten in cellen kleur geven, zodat zij gemakkelijk kunnen onderscheiden worden. In combinatie met het carcinogene ethidiumbromide kan het gebruikt worden om gezonde, apoptotische en dode cellen van elkaar te onderscheiden.